# 虢国墓地
虢国墓地是中国迄今为止发现的唯一一处规模宏大、等级齐全、排列有序、保存完好的西周、春秋时期大型邦国公墓。
虢国墓地是因为三门峡水库的兴建而于1956年开始发掘的，位于中华人民共和国河南省三门峡市北部的上村岭一带，东起会兴沟，西至上村沟，南到春秋路南10米处，北到黄河岸边的断崖处。面积32.45万平方米，墓葬总数在500座以上（含车马坑和祭祀坑）。以早、中、晚三个年代划界，分四个墓葬群。依昭穆制度，其北为国君墓群，南、东西各有一个大致呈三角形的墓区。从而形成了较为完整的家族墓地。
上世纪90年代发掘的虢季和虢仲两君大墓，因出土文物数量多、价值高，墓主人级别高，分别被评为1990年、1991年全国十大考古新发现之一。2001年4月，虢国墓地遗址被评为“中国20世纪100项考古大发现”之一。
现有虢国遗址博物馆，是建立在虢国墓地遗址上的一座专题性博物馆，占地10万平方米，是集文物陈列，遗址展示、园林景观为一体的国家二级博物馆，AAAA级景区。基本陈列分为5个部分，为《虢国春秋—虢国文化史》、《虢宝撷英-虢国墓地出土文物精华》、《梁姬风韵—虢季夫人墓出土文物》、《车辚马啸—虢国车马坑遗址》和《国君觅踪—虢季墓遗址》。

虢季夫人墓（M2012）出土五璜聯珠組玉珮
孟姞墓（M2006）出土綴玉幎目

### 引用
1. ↑  . cul.china.com.cn.   [2018-05-02]. （原始内容存档于2018-05-02）.
2. ↑  考古与文物. .   [2003年06期]. （原始内容存档于2020-11-06）.
3. ↑  . www.guostate.com.   [2018-05-02]. （原始内容存档于2018-05-02）.

### 來源
- 上村嶺虢國墓地 : 黃河水庫考古報告之三 / 中國科學院考古硏究所編著 1959. 中國田野考古報告集. 考古學專刊. 丁種 ; 第10號